# Àngel inversor
Un àngel inversor (en anglès business angel) és una persona física que inverteix una part del seu patrimoni en una empresa potencialment innovadora, i qui, a més dels seus diners, aporta gratuïtament a disposició de l'emprenedor les seues habilitats, la seua experiència, les seues xarxes relacionals i una part del seu temps.
«'Una persona física»: cada àngel inversor té un perfil específic, però la major part dels inversors pot ser distribuïda en tres perfils principals:
- l'antic cap d'empresa o executiu d'empresa que ha acumulat un cert patrimoni i que pot permetre's invertir entre 5.000 i 200 000 euros per any,
- l'emprenedor que anteriorment va crear la seua empresa, que l'ha venuda i que alguns anys més tard pot invertir quantitats entre 50.000 i 500.000 euros. Aquest tipus d'àngels inversors, tot i que en un nombre inferior, està creixent,
- el membre d'una « family office » (agrupació d'inversors membres de la mateixa família).

«Una part del seu patrimoni»:
La inversió en una empresa innovadora en creació comporta generalment un alt risc: aquest gran risc ha d'anar acompanyat amb unes expectatives de guanys en capital molt importants.
«Empresa potencialment innovadora»:
El terme «innovadora» s'entén en el sentit d'«allò que és nou amb relació a allò que ja existeix». Per tant, no es tracta únicament d'innovació tecnològica. La major part dels àngels inversors inverteix en camps diferents del de la tecnologia.

## Activitats i motivacions dels àngels inversors
Els àngels inversors inverteixen en els sectors d'activitat coherents que corresponen amb la seua experiència professional. Solen invertir al principi de l'activitat, diversificant la inversió en diferents projectes empresarials i amb participacions minoritàries. Els sectors en què inverteixen prioritàriament són:
- Informàtica i telecomunicacions
- Serveis
- Indústria

Les principals motivacions dels àngels inversos són:
- la recerca d'importants plusvàlues en capital
- la participació en una aventura empresarial
- l'aportació d'experiència i suport
- afavorir l'emergència de les empreses líders del futur.

## Història
Els àngels inversos han existit sempre, però va ser a partir de 1958 i als Estats Units d'Amèrica quan la seua presència va començar a ser notòria. Aquesta multiplicació va ser afavorida per les mesures contingudes a la Small Business Investment Act i particularment a la creació de la Subchapter S corporation. En l'exposició de motius, el legislador nord-americà posa de manifest l'existència de l'« equity gap», el forat d'accessibilitat a finançament que es produeix entre un capital inferior a 100.000 $ (import que una empresa pot arribar a reunir entre els anomenats « FFF »: la família « family », els amics « friends » i els « fools », bojos) i superior a 2 milions de $ (capital a partir del qual els fons de capital de risc hi poden estar interessats a invertir). És aquest el forat que la SBIAct va aconseguir tancar amb èxit. Un estudi encarregat pel Departament de Comerç l'any 1986-88 (« The informal supply of capital » Applied Economic Group. Robert J.Gaston et Sharon Bell) i que va cobrir 240.000 empreses i prop de 35.000 inversors, és probablement l'estudi quantitatiu estadísticament més sòlid fet sobre els BA. Posa de manifest com l'any 1988 hi havia 500.000 BA als Estats Units, aportant al voltant de 60 milers de milions de dòlars anualment per a la creació i inici d'empreses, gairebé 10 vegades més que els fons gestionats pel capital de risc o la Small Business Administration.

## Xarxes
Una xarxa d'àngels inversos és una organització amb personalitat jurídica que permet posar en contacte inversors potencials i emprenedors amb l'objectiu general d'afavorir les inversions dels BA i ser un pol d'atracció per als emprenedors regionals a la recerca de finançament.
- Per què associar-se a una xarxa?
  - per a tenir accés als plans d'empresa més interessants i originals, atès que les xarxes són pols d'atracció per als emprenedors a la recerca de finançament,
  - per a compartir habilitats i experiències amb altres àngels inversors,
  - per a analitzar conjuntament els plans d'empresa, cosa que permet reduir el risc per errors de judici,
  - per a poder, eventualment, invertir conjuntament en un mateix projecte empresarial amb altres àngels inversors, cosa que permet accedir a projectes més importants (de major exigència en capital), i reduir els riscos individuals.

A les primeries de la dècada del 2000 hi havia gairebé 300 xarxes de BA a Europa, que integraven més de 12.500 inversors (aquests suposarien només el 10% dels existents: 125.000), amb un volum d'anàlisi anual d'11.000 projectes empresarials. S'estimava també un volum de creació de 500 empreses anuals participades per BA